# Yenidoğan Ase, Kozluk
Yenidoğan Ase là một xã thuộc huyện Kozluk, tỉnh Batman, Thổ Nhĩ Kỳ. Dân số thời điểm năm 2011 là 804 người.